# Wiscasset, Maine
Wiscasset, Maine (енгл. Wiscasset) насељено је место без административног статуса у америчкој савезној држави Мејн.

## Демографија
По попису из 2010. године број становника је 1.097, што је 106 (-8,8%) становника мање него 2000. године.
| Група             | 2000.         | 2010.         |
| Белци             | 1.189 (98,8%) | 1.059 (96,5%) |
| Афроамериканци    | 5 (0,4%)      | 4 (0,4%)      |
| Азијати           | 2 (0,2%)      | 11 (1,0%)     |
| Хиспаноамериканци | 3 (0,2%)      | 10 (0,9%)     |
| Укупно            | 1.203         | 1.097         |